# Врона, Александер
Александер Врона (пол. Aleksander Wrona, 11 мая 1940, Врублёвице, Польша) — польский хоккеист (хоккей на траве), полузащитник.

## Биография
Александер Врона родился 11 мая 1940 года в польской деревне Врублёвице.
В 1958 году окончил профессиональное строительное училище в Катовице по специальности маляра. С 1960 года работал на местной шахте.
В 1955-1974 годах играл в хоккей на траве за АЗС из Катовице. Успешно играл в индорхоккей, дважды выигрывал чемпионат Польши (1962, 1972) и один раз завоевал серебряную медаль (1971).
В 1972 году вошёл в состав сборной Польши по хоккею на траве на Олимпийских играх в Мюнхене, занявшей 11-е место. Играл на позиции полузащитника, провёл 8 матчей, забил 1 мяч в ворота сборной Франции.
В 1961—1972 годах провёл за сборную Польши 75 матчей, забил 29 мячей. Отличался техничной и дисциплинированной игрой.
Заслуженный мастер спорта Польши (1972).
Проживал в Катовице.
Александр Врона скончался 19 сентября 2022 года

## Семья
Отец — Войцех Врона, мать — Бронислава Врона.
Женат на Ванде Климе, есть сын Мирослав (род. 1967).